# Velika nagrada Monaka 1936
Velika nagrada Monaka 1936 je bila prva dirka v sezoni 1936 Evropskega avtomobilističnega prvenstva. Potekala je 13. aprila 1936 na monaškem uličnem dirkališču Circuit de Monaco.

## Poročilo

### Pred dirko
Louis Chiron je na svoji prvi dirki v tovarniškem moštvu Mercedes-Benz osvojil najboljši štartni položaj. Drugo štartno mesto je osvojil Tazio Nuvolari, ki je štartal kljub resni bolezni svojega najstarejšega sina Giorgia, tretje štartno mesto pa je osvojil Rudolf Caracciola. Ernst von Delius, rezervni dirkač Auto Uniona, se je v trčenju na prostem treningu poškodoval in je končal v bolnišnici. 

### Dirka
Na dan dirke je močno deževalo. Iz dirkalnika 8C-35 Giuseppeja Farine je puščalo olje, zato je prevzel dirkalnik Maria Tadinija. Na štartu je povedel Caracciola, ki so mu sledili Nuvolari, Chiron in Bernd Rosemeyer. V šikani za predorom je Tadini, ki je štartal v Farininem dirkalniku, pustil veliko lužo olja. Vodilni dirkači so se ji v drugem krogu uspeli izogniti, le Chiron je se je zavrtel in trčil v ogrado, nato pa so zaradi zmede in posledičnega trčenja odstopili še Manfred von Brauchitsch, Farina in Eugenio Siena. V trčenje sta bila udeležena tudi Carlo Felice Trossi in Antonio Brivio, krog kasneje pa je na istem mestu odstopil še sam Tadini. 
Dirka se je nadaljevala kljub mešanici dežja in olja na nekaterih delih steze. Vodil je še vedno Caracciola, sledili pa so mu Nuvolari, Rosemeyer, Achille Varzi, Hans Stuck in Luigi Fagioli. V šestem krogu je moral Rosemeyer na postanek v bokse in je padel v ozadje. V devetem krogu je Fagioli ponovil napako Chirona, se zavrtel v šikani, trčil v ogrado in odstopil, kot že tretji Mercedesov dirkač na tistem mestu. V desetem krogu je Nuvolari prehitel Caracciolo, prevzel vodstvo in začel bežati za sekundo na krog. V trinajstem krogu je Rosemeyerja odneslo v vzponu proti Hotelu de Paris, bočno je trčil v kamnito ogrado in odstopil. Nuvolari je še vedno vodil, sledili so mu Nuvolari, Caracciola, Varzi, Stuck, Jean-Pierre Wimille, Philippe Étancelin, Brivio in Trossi.
V sedemindvajsetem krogu je Nuvolari zaradi težav z zavorami upočasnil, tako da so ga prehiteli Caracciola, Varzi in Stuck, slednja sta se borila za drugo mesto. Étancelin je moral odstopiti zaradi predrtega rezervoarja za gorivo po tem, ko je več krogov na stezo spuščal gorivo. Na polovici dirke so Auto Unioni in Alfe Romeo zapeljali na postanek v bokse za dolivanje goriva. Tekmeci so pričakovali tudi postanek vodilnega Caracciole, toda Mercedesov dirkač je v deževnem vremenu lahko odpeljal dirko brez postanka. To je pomenilo, da tekmeci Caracciole niso več mogli ujeti, in nemški dirkač, ki je pred tremi leti tu doživel hudo nesrečo, ki je skoraj končala njegovo kariero, je dosegel zanesljivo zmago, drugo mesto je osvojil Varzi že skoraj z dvominutnim zaostankom, tretje pa Stuck, ki je zaostajal že za krog. Nuvolari je kljub temu, da je praktično ostal brez zavor, uspel rešiti četrto mesto, peti pa je bil Brivio že s tremi krogi zaostanka.

## Rezultati

### Štartna vrsta
| _______3_______ Caracciola Mercedes-Benz 1:54,0 |                                              | _______2_______ Nuvolari Alfa Romeo 1:53.7 |                                                      | _______1_______ Chiron Mercedes-Benz 1:53,2 |
|                                                 | _______5_______ Rosemeyer Auto Union 1:55,2  |                                            | _______4_______ Stuck Auto Union 1:54,3              |                                             |
| _______8_______ Wimille Bugatti 1:56,6          |                                              | _______7_______ Varzi Auto Union 1:56,1    |                                                      | _______6_______ Farina Alfa Romeo 1:55,6    |
|                                                 | _______10______ Fagioli Mercedes-Benz 1:57,4 |                                            | _______9_______ von Brauchitsch Mercedes-Benz 1:56,7 |                                             |
| _______13______ Tadini Alfa Romeo 2:00,0        |                                              | _______12______ Trossi Maserati 1:59,0     |                                                      | _______11______ Brivio Alfa Romeo 1:58,0    |
|                                                 | ______15_______ Étancelin Maserati 2:04,0    |                                            | _______14______ Sommer Alfa Romeo 2:03,3             |                                             |
| _______18______ Siena Bugatti 2:11,2            |                                              | _______17______ Ghersi Maserati ?          |                                                      | _______16______ Williams Maserati 2:05,0    |
|                                                 |                                              |                                            |                                                      |                                             |

### Dirka
| Poz | Št | Dirkač                  | Moštvo                     | Dirkalnik          | Krogi | Čas/Odstop    | Št. m. | Toč |
| --- | -- | ----------------------- | -------------------------- | ------------------ | ----- | ------------- | ------ | --- |
| 1   | 8  | Rudolf Caracciola       | Daimler-Benz AG            | Mercedes-Benz W25K | 100   | 3:49:20,4     | 3      | 1   |
| 2   | 4  | Achille Varzi           | Auto Union                 | Auto Union C       | 100   | +1:48,9       | 7      | 2   |
| 3   | 2  | Hans Stuck              | Auto Union                 | Auto Union C       | 99    | +1 krog       | 4      | 3   |
| 4   | 24 | Tazio Nuvolari          | Scuderia Ferrari           | Alfa Romeo 8C-35   | 99    | +1 krog       | 2      | 4   |
| 5   | 26 | Antonio Brivio          | Scuderia Ferrari           | Alfa Romeo 8C-35   | 97    | +3 krogi      | 11     | 4   |
| 5   | 26 | Giuseppe Farina         | Scuderia Ferrari           | Alfa Romeo 8C-35   | 97    | +3 krogi      | 11     |     |
| 6   | 16 | Jean-Pierre Wimille     | Automobiles Ettore Bugatti | Bugatti T59        | 97    | +3 krogi      | 8      | 4   |
| 7   | 22 | Raymond Sommer          | Privatnik                  | Alfa Romeo Tipo B  | 94    | +6 krogov     | 14     | 4   |
| 8   | 38 | Pietro Ghersi           | Scuderia Torino            | Maserati 6C-34     | 87    | +13 krogov    | 17     | 4   |
| 9   | 18 | William Grover-Williams | Automobiles Ettore Bugatti | Bugatti T59        | 84    | +16 krogov    | 16     | 4   |
| Ods | 20 | Philippe Étancelin      | Privatnik                  | Maserati V8-RI     | 37    | Rezervoar     | 15     | 6   |
| Ods | 32 | Carlo Felice Trossi     | Scuderia Torino            | Maserati V8-RI     | 29    |               | 12     | 6   |
| Ods | 6  | Bernd Rosemeyer         | Auto Union                 | Auto Union C       | 12    | Trčenje       | 5      | 7   |
| Ods | 12 | Luigi Fagioli           | Daimler-Benz AG            | Mercedes-Benz W25K | 8     | Trčenje       | 10     | 7   |
| Ods | 36 | Eugenio Siena           | Scuderia Torino            | Maserati 6C-34     | 1     | Trčenje       | 18     | 7   |
| Ods | 10 | Louis Chiron            | Daimler-Benz AG            | Mercedes-Benz W25K | 1     | Trčenje       | 1      | 7   |
| Ods | 14 | Manfred von Brauchitsch | Daimler-Benz AG            | Mercedes-Benz W25K | 1     | Trčenje       | 9      | 7   |
| Ods | 30 | Giuseppe Farina         | Scuderia Ferrari           | Alfa Romeo 8C-35   | 1     | Trčenje       | 6      | 7   |
| Ods | 28 | Mario Tadini            | Scuderia Ferrari           | Alfa Romeo 8C-35   | 1     | Puščanje olja | 13     | 7   |
| DNS | 3  | Ernst von Delius        | Auto Union                 | Auto Union C       |       |               |        | 8   |
| DNS | 34 | Laszlo Hartmann         | Privatnik                  | Maserati V8-RI     |       |               |        | 8   |
| DNA | 40 | Guilo Aymini            | Carlo Felice Trossi        | Monaco-Trossi      |       |               |        | 8   |